# Campeonato Mundial de Ciclismo en Ruta de 1968
Los Campeonatos del mundo de ciclismo en ruta de 1968 se celebraron en el circuito italiano de Imola del 31 de agosto al 1 de septiembre de 1968, para las carreras individuales masculina y femenina, mientras que las pruebas olímpicas se disputaron del 7 de noviembre al 10 de noviembre en Montevideo, Uruguay. 

## Resultados
| Evento                     | Oro                                                                               | Oro            | Plata                                                                  | Plata    | Bronce                                                                          | Bronce    |
| -------------------------- | --------------------------------------------------------------------------------- | -------------- | ---------------------------------------------------------------------- | -------- | ------------------------------------------------------------------------------- | --------- |
| Pruebas masculinas         |                                                                                   |                |                                                                        |          |                                                                                 |           |
| Hombres - carrera en línea | Vittorio Adorni · Italia                                                          | 7 h 27 min 39s | Herman Van Springel · Bélgica                                          | + 9' 50" | Michele Dancelli · Italia                                                       | + 10' 18" |
| Contrerreloj por equipos   | Suecia · Erik Pettersson · Gösta Pettersson · Sture Pettersson · Tomas Pettersson | -              | Suiza · Bruno Hubschmid · Robert Thalmann · Walter Burki · Erich Spahn | -        | Italia · Vittorio Marcelli · Flavio Martini · Giovanni Bramucci · Benito Pigato | -         |
| Amateur - carrera en línea | Vittorio Marcelli · Italia                                                        | 5h 00' 34"     | Luis-Carlos Florès · Brasil                                            | -        | Erik Pettersson · Suecia                                                        | -         |
| Pruebas femeninas          |                                                                                   |                |                                                                        |          |                                                                                 |           |
| Mujeres - carrera en línea | Keetie van Oosten-Hage · Países Bajos                                             | 1h 29' 06"     | Baiba Caune Unión Soviética                                            | m.t.     | Morena Tartagni · Italia                                                        | m.t.      |